# Cavid İmamverdiyev
Cavid İmamverdiyev (ur. 1 sierpnia 1990 w Şəmkir) – azerski piłkarz grający na pozycji pomocnika, od 2010 roku występujący w azerskim klubie Neftçi PFK.

## Kariera klubowa
İmamverdiyev karierę rozpoczął w Neftçi PFK, w którym, z roczną przerwą w sezonie 2009–2010 na pobyt w Karvan Yevlax, występuje do tej pory

## Kariera reprezentacyjna
W reprezentacji Azerbejdżanu zadebiutował 1 lutego 2013 roku w towarzyskim meczu przeciwko Uzbekistanowi. Na boisku przebywał do 53 minuty.
| Mecze i gole w reprezentacji | Mecze i gole w reprezentacji | Mecze i gole w reprezentacji | Mecze i gole w reprezentacji | Mecze i gole w reprezentacji | Mecze i gole w reprezentacji | Mecze i gole w reprezentacji |
| #                            | Data                         | Stadion                      | Rywal                        | Wynik                        | Gol                          | Rozgrywki                    |
| 2013                         | 2013                         | 2013                         | 2013                         | 2013                         | 2013                         | 2013                         |
| ---------------------------- | ---------------------------- | ---------------------------- | ---------------------------- | ---------------------------- | ---------------------------- | ---------------------------- |
| 1.                           | 01.02.2013                   | Dubaj, ZEA                   | Uzbekistan                   | 0:0                          | 0                            | towarzyski                   |

## Sukcesy
Neftci
- Mistrzostwo Azerbejdżanu: 2011, 2012, 2013
- Puchar Azerbejdżanu: 2013